# أنطونيو كابريرا (لاعب كرة قدم)
أنطونيو كابريرا (بالإسبانية: Antonio Roberto Cabrera)‏ (17 أكتوبر 1943 في الأرجنتين - ) هو لاعب كرة قدم أرجنتيني في مركز الوسط، شارك في الألعاب الأولمبية الصيفية 1964. وشارك مع منتخب الأرجنتين لكرة القدم. أما مع النوادي، فقد لعب مع أتلتيكو أتلانتا وبوكا جونيورز.

## مسيرته الكروية
لعب أنطونيو كابريرا خلال مسيرته الاحترافية مع ناديين في ثمانية مواسم وسجل خلالها 10 أهداف ضمن 123 مباراة. ولم يفز بأي موسم بالكأس وفاز في موسمين بالدوري.
خاض أنطونيو كابريرا مسيرته مع نادي أتلتيكو أتلانتا في موسم 1964 ليلعب معه أربعة مواسم، مشاركًا في 47 مباراة سجل خلالها 3 أهداف. ثم انتقل إلى نادي بوكا جونيورز في موسم 1968 ليلعب معه أربعة مواسم، حيث شارك في 76 مباراة سجل خلالها 7 أهداف.

## وصلات خارجية
- أنطونيو كابريرا على موقع ناشيونال فوتبول تيمز (الإنجليزية)
- أنطونيو كابريرا على موقع عالم كرة القدم.نت (الإنجليزية)
- أنطونيو كابريرا على موقع اللجنة الأولمبية الدولية (الإنجليزية)
- أنطونيو كابريرا على موقع أوليمبيديا (الإنجليزية)